# Дейнеко Артем Анатолійович
Арте́м Анато́лійович Дейне́ко (1997—2022) — солдат, військовослужбовець 47 ОМПБ. Кавалер ордена «За мужність» III ступеня (посмертно).

## Життєпис
Народився 14 червня 1997 в селі Велика Глумча Житомирська область.
Старший солдат, військовослужбовець 47 ОМПБ.
Залишилися батько, сестра та двоє братів.

## Нагороди
Нагороджений орденом «За мужність» III ступеня (посмертно).